# Q-fartyg

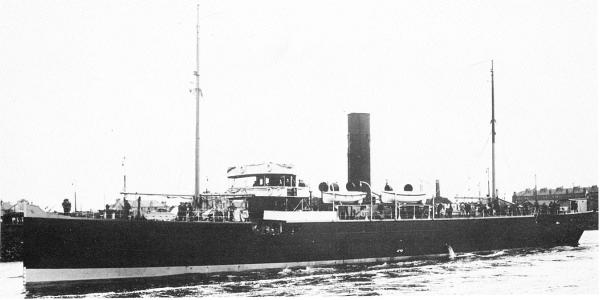
Brittiska Q-fartyget HMS Tamarisk.

Q-fartyg (engelska: Q-ship) var ombyggda handelsfartyg som under sken att vara försvarslösa skulle kunna locka till sig ubåtar. Då en ubåt närmade sig i övervattensläge förvandlade man sig till ett stridsfartyg och börjar beskjuta ubåten.
Ubåtsfällor användes främst i första världskriget när ubåtarna anföll handelsfartyg i övervattensläge med kanon. Under andra världskriget, när Tyskland övergått till det oinskränkta ubåtskriget och anföll i uläge med torpeder, fyllde dessa fartyg ingen funktion.